# Vaxholms kustartilleriregemente
Vaxholms kustartilleriregemente (KA 1) var ett kustartilleriförband inom svenska marinen som verkade i olika former åren 1902–2000. Förbandsledningen var förlagd i Vaxholms garnison på Rindö.

## Historik
År 1902 överfördes artillerikåren till Kustartilleriet och bildade Vaxholms kustartilleriregemente, KA 1. Byggnaderna stod klara 1906 efter Erik Josephsons typritningar för infanteriet. Kasernerna som togs i bruk redan 1904, hade tre våningar till skillnad från typritningarnas fyra. Delar av KA 1 förlades till Vaxholm och det var först på 1940-talet som verksamheten samlades till östra Rindö invid Oskar-Fredriksborg. KA 1 bestod av artillerikompanier, minörkompanier och yrkeskompanier: en organisation som bibehölls till 1940-talet. 1941 blev det före detta Vaxholms grenadjärregemente, I 26:s byggnader en del av KA 1. Den del av KA 1 som varit förlagd på Vaxholms fästning förlades istället i före detta I 26:s kaserner.
År 1956–1957 utbildades Sveriges första kustjägarförband vid Närförsvarsskolan (NärfS) vid KA 1. År 1958 föreslår Chefen för Marinen (CM) i en skrivelse till ÖB att Närförsvarsskolan (NärfS) skall omorganiseras till en kustjägarskola och 1959 döptes skolan om till Kustjägarskolan (KustJS).
Inför försvarsbeslutet 1982 föreslog både överbefälhavaren, ett förslag som delades av den parlamentariska försvarskommittén, att sammanslå Stockholms kustartilleriförsvar (SK) och Vaxholms kustartilleriregemente (KA 1) till en myndighet. Bakgrunden till förslaget var att få en stringent organisation inom kustartilleriet, genom att stabsorganisationer reducerades eller sammanslogs och att istället utöka utbildningsorganisationen. Enligt överbefälhavarens förslag skulle förändringen genomförts senast till 1985. Från 1985 var regementet underställt chefen för Stockholms kustartilleriförsvar. Det nya förbandet som bildades åren 1984–1985 benämndes Stockholms kustartilleriförsvar med Vaxholms kustartilleriregemente (SK/KA 1).
Åren 1986 och 1990 gjordes en förändring inom marinens lägre regionala ledningsnivå, där kustartilleriförsvaret sammanslogs regionvis med örlogsbaserna. Den nya myndigheten som bildades genom sammanslagningarna kom att benämnas marinkommando. Därmed kom samtliga marina stridskrafter inom respektive geografiska område ledas av en gemensam chef. På ostkusten kom därmed Stockholms kustartilleriförsvar med Vaxholms kustartilleriregemente (SK/KA 1) och Ostkustens örlogsbas (ÖrlB O) att sammanslås och bildade den 1 juli 1990 Ostkustens marinkommando (MKO). Ostkustens marinkommando förlade sin förbandsledning till Muskö örlogsbas. Stockholms kustartilleriförsvar med Vaxholms kustartilleriregemente (SK/KA 1) kom därmed den 30 juni 1990 att upplösas som myndighet. Från den 1 juli 1990 utgjorde Vaxholms kustartilleriregemente organisatoriskt en utbildningsenhet inom kommandot, med egen regementsstab på Rindö. Vaxholms kustartilleriregemente blev därmed en utbildningsenhet inom kommandot men med egen regementsstab.
Inför försvarsbeslutet 2000 föreslog regeringen att den framtida grundorganisationen skulle innehålla två kustartilleriförband. Där ett av de två kustartilleriförbanden skulle utgöra en huvudenhet, där regeringen ansåg att Vaxholms kustartilleriregemente och Första kustartilleribrigaden (KA 1) skulle utgöra huvudenheten. Det med anledning till att förbandet hade en mycket god närhet till Stockholms skärgård, med övnings- och skjutfält med dimensionerande terrängtyper. Inget av de andra regementena ansågs sakna terrängförhållanden och infrastruktur för att utgöra en huvudenhet. Vilket regemente som skulle kvarstå vid sidan om KA 1, stod mellan Karlskrona kustartilleriregemente och Andra kustartilleribrigaden (KA 2), Gotlands kustartilleriregemente (KA 3) och Älvsborgs kustartilleriregemente (KA 4). KA 3 föll dock snabbt bort i processen, då verksamheten ansågs begränsad och att enheten saknade tillräckliga och lämpliga övningsområden. Angående KA 4 så ansågs även det ha begränsade övningsförutsättningar. KA 2 ansågs ha de bästa förutsättningar för att verka som en andra enheten vid sidan av KA 1. Dock ansåg regeringen att det var av stor betydelse Göteborg som Sveriges andra stad även hade en militär närvaro. Vidare ansåg regeringen med att behålla KA 4 skulle ge flottan möjlighet till fortsatt verksamhet för sjöstridsförbanden i Göteborg. Därav förslog regeringen att KA 1 och KA 4 skulle behållas i den nya grundorganisationen.
Genom försvarsbeslutet 2000 beslutades samtidigt att kustartilleriet skulle avvecklas i dess dåvarande form. De kvarvarande förbanden skulle få en annan inriktning än hittills. Därav ansåg regeringen att förbanden skulle benämnas amfibieregemente, och att vapenslaget kustartilleriet ändras till amfibiekåren. Därav kom Vaxholms kustartilleriregemente och Första kustartilleribrigaden (KA 1) att upplösas som kustartilleriförband den 30 juni 2000. Den 1 juli 2000 bildades i dess ställe amfibieförbandet Vaxholms amfibieregemente (Amf 1).

## Verksamhet
År 1956 såg indelningen ut på följande sätt:
- Spärrbataljon med bataljonsstab

1. batt (stabs och sambandsutbildning)
2. batt (tungt sjöfrontsartilleri)
3. batt (lätt sjöfrontsartilleri)

- Minbataljon med bataljonsstab
- KA Minskola

1. Muldiv (min och dykutbildning)
2. Muldiv (båtutbildning)

- Närförsvarsskolan - NärfS med skolstab

1. Kustjägarkompani = en försöksorganisation, vilken bestod av två jägarplutoner, varav en attackdykartropp om 12 st dykare ingick i den första jägarplutonen och en understödspluton med granatkastare (8 cm GRK m/29-32). Sammanlagt antal soldater på kompaniet = 89 st (frivilliga värnpliktiga underbefälselever grupp A).

## Ingående enheter

### Första kustartilleribrigaden
Första kustartilleribrigaden (KAB 1) bildades 1956 som en kustartilleribrigad och löd i fredsorganisationen under Vaxholms kustartilleriregemente. Brigaden som utgjordes inledningsvis i krigsorganisationen av en stab på Hamnholmen och två spärrbataljoner baserade på Arholma och Söderarm samt lokalförsvarsbataljoner. År 1984 bestod brigadens krigsorganisation av tre spärrbataljoner, Roten, Arholma och Söderarm samt lokalförsvarsbataljoner. Den 1 juli 1994 avskiljdes brigaden även i fredsorganisationen från regementet och omorganiserades till Roslagens marinbrigad (RMB).

### Andra kustartilleribrigaden
Andra kustartilleribrigaden (KAB 2) bildades 1956 som en kustartilleribrigad och löd i freds- och i krigsorganisationen under Vaxholms kustartilleriregemente. Brigaden som utgjordes inledningsvis i krigsorganisationen av en stab på Rindö och en spärrbataljon baserade på Korsö och två kustjägarkompanier samt två robotbatterier. År 1984 bestod brigadens krigsorganisation av spärrbataljonen Korsö, tre rörliga spärrkompanier och tre kustjägarkompanier. Den 1 juli 1994 omorganiserades brigaden till en rörlig brigadledning med utgångsgruppering i mellanskärgården. År 1996 bestod brigaden av bland annat av spärrbataljon (som nu benämns kustförsvarsbataljon) Korsö, 1. amfibiebataljonen samt Stridsgrupp Oxdjupet (ubåtsskyddskompani). Brigaden avvecklas den 30 juni 2000 och utgjorde från den 1 juli 2000 grunden till Vaxholms amfibieregemente.

### Tredje kustartilleribrigaden
Tredje kustartilleribrigaden (KAB 3) bildades 1956 som en kustartilleribrigad och löd i fredsorganisationen under Vaxholms kustartilleriregemente. Brigaden som utgjordes i krigsorganisationen av en stab på Järflotta och tre spärrbataljoner, Ornö, Mellsten, Askö. Den 1 juli 1994 avskiljdes brigaden även i fredsorganisationen från regementet och omorganiserades till Södertörns marinbrigad (SMB).

## Förläggningar och övningsplatser
Förbandet var förlagt till Rindö i Stockholms skärgård i Uppland för bemanning av Vaxholms fästning och Oscar-Fredriksborg fästning samt Hörningsholms kustposition.

## Förbandschefer
Förbandschefer/regementschefer för KA 1:

- 1902–1904: Överste Oskar Sylvander
- 1904–1914: Överste Karl Virgin
- 1914–1924: Överste Herman Gustaf Mauritz Wrangel
- 1924–1926: Överste Sam Bolling
- 1926–1929: Överste Tor Wahlman
- 1929–1935: Överste Theodor Hasselgren
- 1935–1936: Överste Harald Engblom
- 1936–1940: Överste Frej Allbrandt
- 1940–1947: Överste Allan Cyrus
- 1947–1951: Överste Emil Cederlöf
- 1951–1957: Överste Bo Lindeberg
- 1957–1962: Överste Olof Karlberg
- 1962–1967: Överste Curt Karlberg
- 1967–1969: Överste Björn Engwall
- 1969–1974: Överste Eric Jarneberg
- 1974–1977: Överste Sven-Åke Adler
- 1977–1981: Överste Per-Gunnar Fernander
- 1981–1983: Överste Lars G. Persson
- 1983–1987: Överste Per Lundbeck
- 1987–1989: Överste Fredrik Hillelson
- 1990–1992: Överste Bertil Kristensson
- 1992–1994: Överste Claes-Göran Hedén
- 1994–1996: Överste Håkan Syrén
- 1996–2000: Överste Stefan Jontell

## Namn, beteckning och förläggningsort
| Vaxholms kustartilleriregemente                                     | 1902-01-01  | – | 1984-12-31? |
| Stockholms kustartilleriförsvar med Vaxholms kustartilleriregemente | 1985-01-01? | – | 1990-06-30  |
| Vaxholms kustartilleriregemente                                     | 1990-07-01  | – | 1994-06-30  |
| Andra kustartilleribrigaden med Vaxholms kustartilleriregemente     | 1994-07-01  | – | 1998-06-30  |
| Vaxholms kustartilleriregemente och första kustartilleribrigaden    | 1998-07-01  | – | 2000-06-30  |

| KA 1       | 1902-01-01  | – | 1984-12-31? |
| SK/KA 1    | 1985-01-01? | – | 1990-06-30  |
| MKO/KA 1   | 1990-07-01  | – | 1994-06-30  |
| KAB 2/KA 1 | 1994-07-01  | – | 1998-06-30  |
| KA 1/KAB 1 | 1998-07-01  | – | 2000-06-30  |

| Vaxholms garnison/Rindö (F) | 1902-01-01 | – | 2000-06-30 |
| Hamnskär (D)                | 1939-??-?? | – | 1945-??-?? |
| Korsö (D)                   | 1939-??-?? | – | 1945-??-?? |
| Mällsten (Ö)                | 1939-??-?? | – | 1945-??-?? |
| Myttinge skjutfält (Ö)      | 1902-01-01 | – | 2000-06-30 |

## Kända personer som tjänstgjort eller gjort värnplikt på KA 1
- Lennart Risberg, svensk boxare, (värnplikten på Oscar Fredriksborg 1954-55)
- Stig Pettersson, svensk höjdhoppare, (värnplikten på Oscar Fredriksborg 1955-56)
- Ebbe Schön, docent och folklivsforskare, fänrik och löjtnant (1956) på KA 1.
- Gert Fylking,[14] skådespelare och radioprofil, (värnplikt som kustjägare på 1966)
- Ilmar Reepalu, planarkitekt, politiker (värnplikt som attackdykare och underofficer, på 1960-talet)
- Lars Andersson,[15] ishockeyspelare och sportchef (värnplikt som kustjägare, under 1970-talet)
- Dolph Lundgren,[16] skådespelare, avbröt dock (värnplikt som kustjägare 1979)
- Henrik Hjelt,[17] skådespelare och komiker (värnplikt som båtchef, slutet av 1980-talet)
- Prins Carl Philip,[18] svensk prins (värnplikt som plutonsbefäl/båtchef 1999)

## Galleri

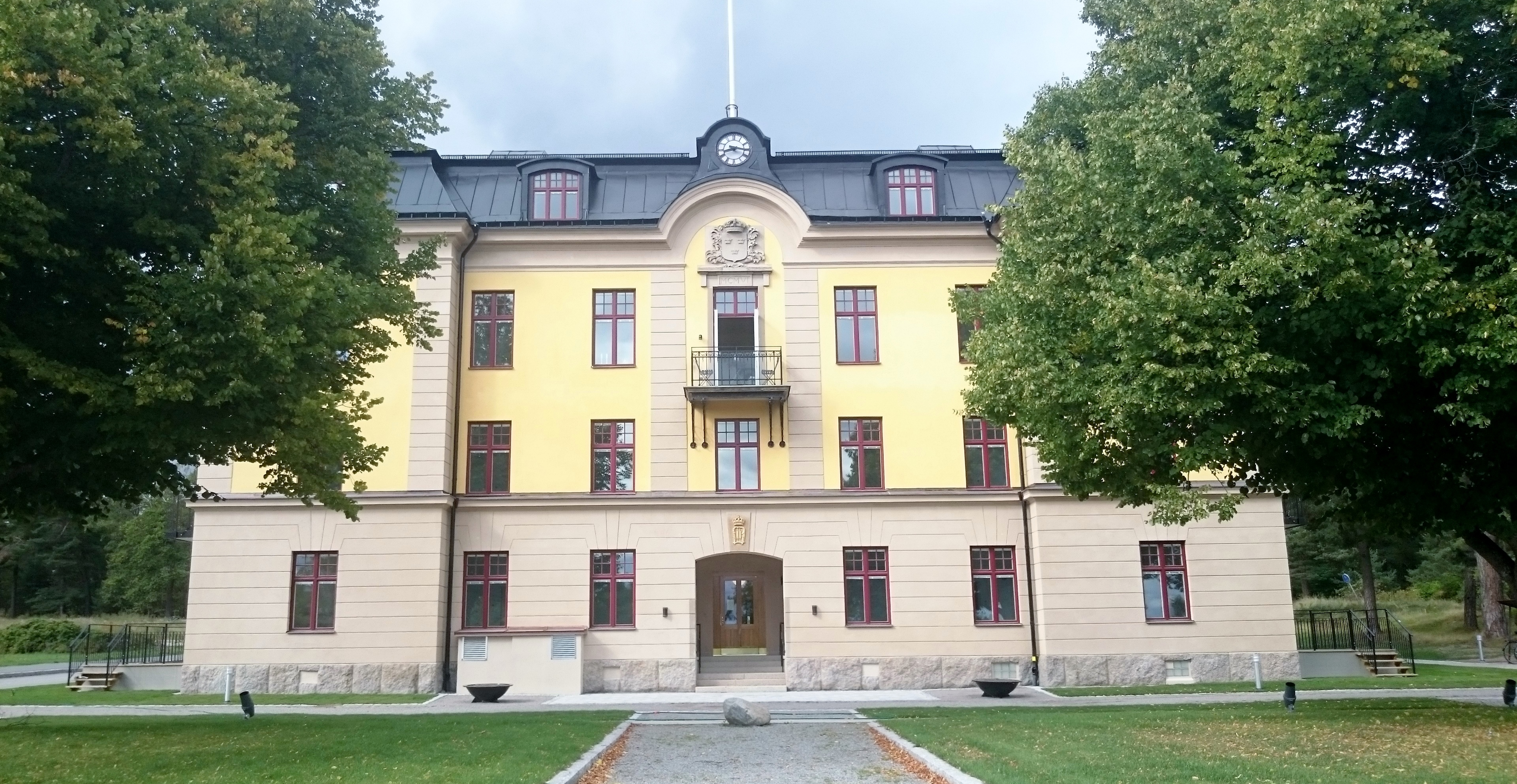
Regementets kanslihus på Rindö.
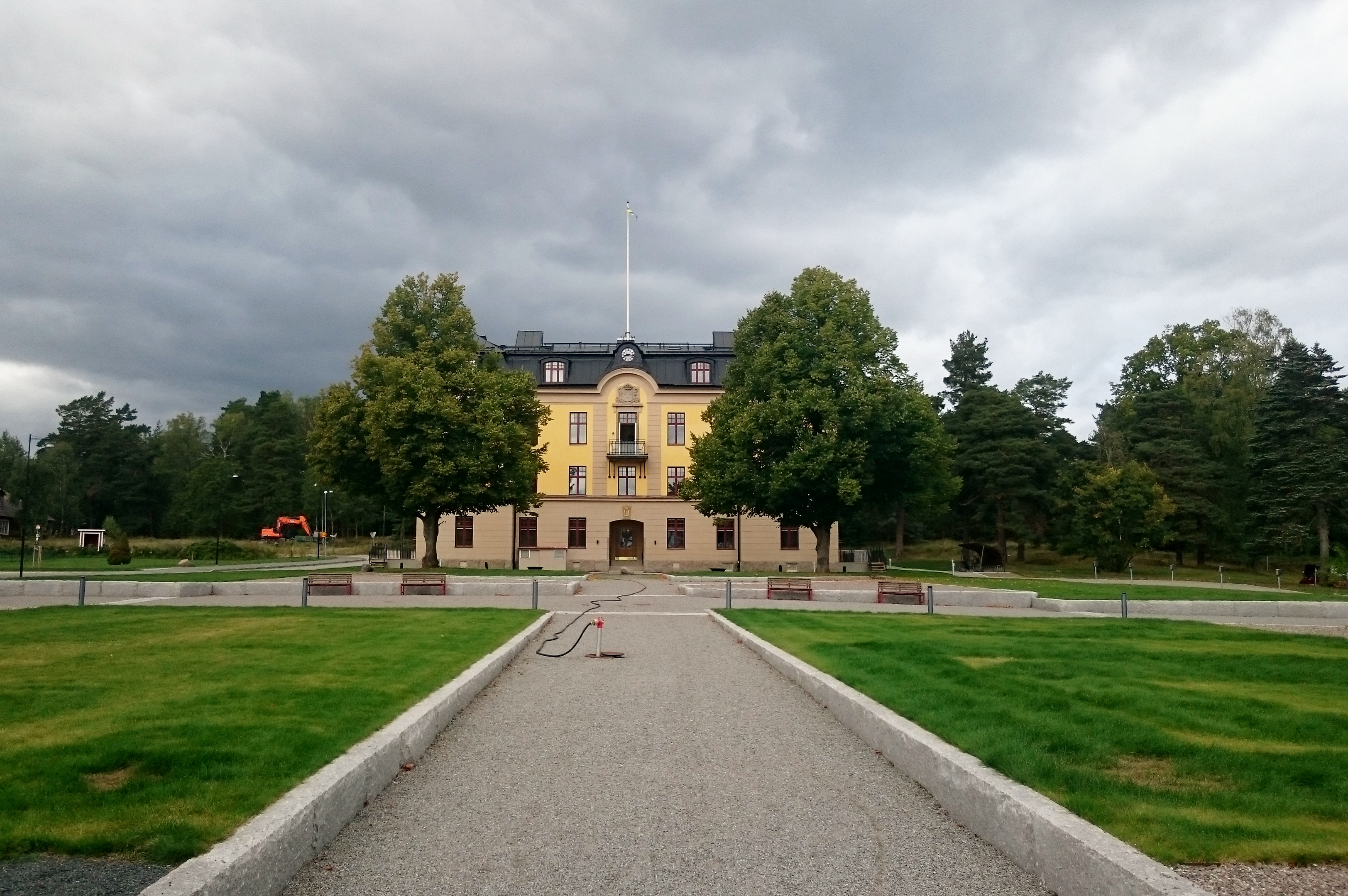
Regementets kanslihus på Rindö.
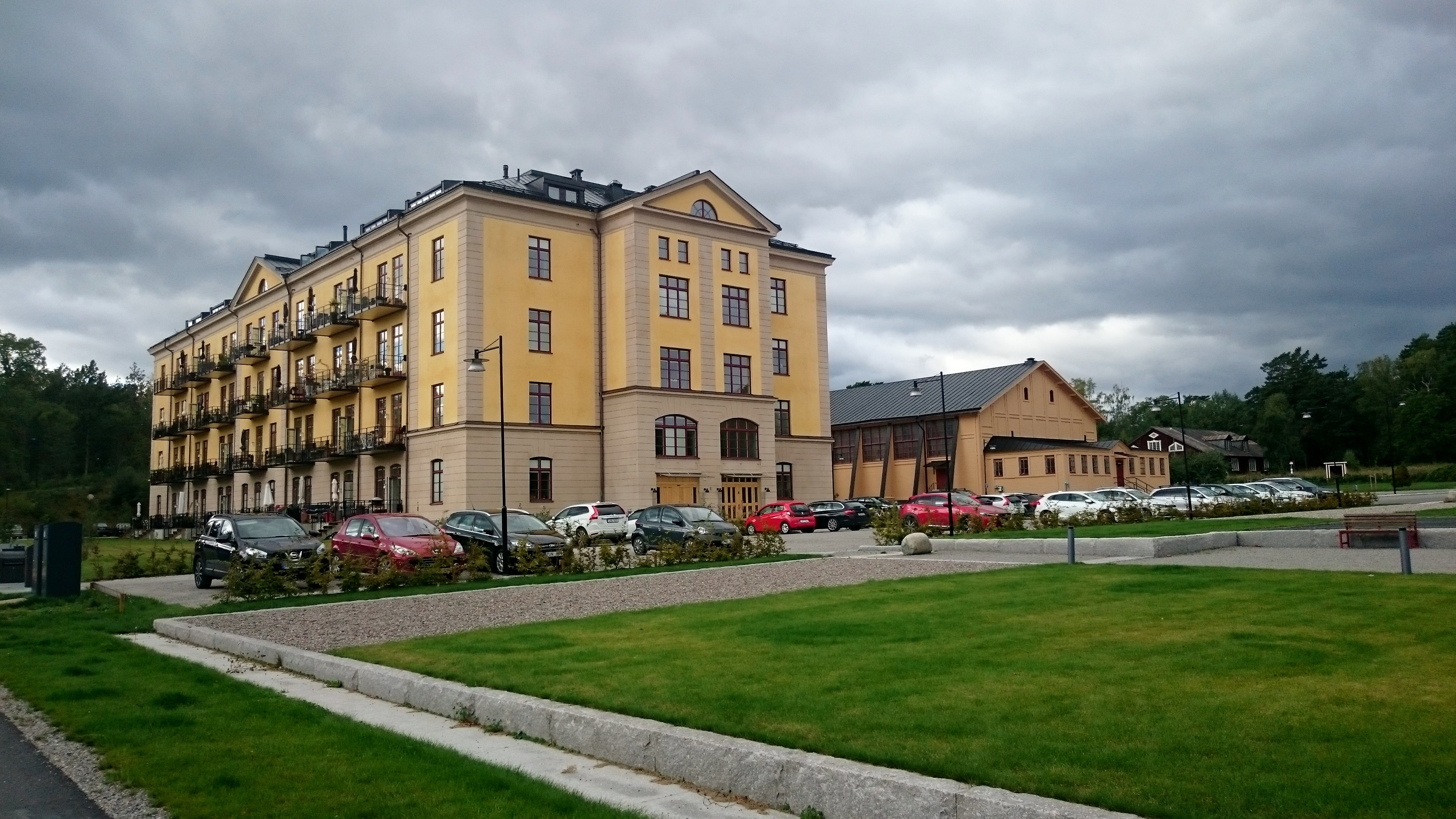
Kasern vid regementes före detta kasernområde på Rindö.
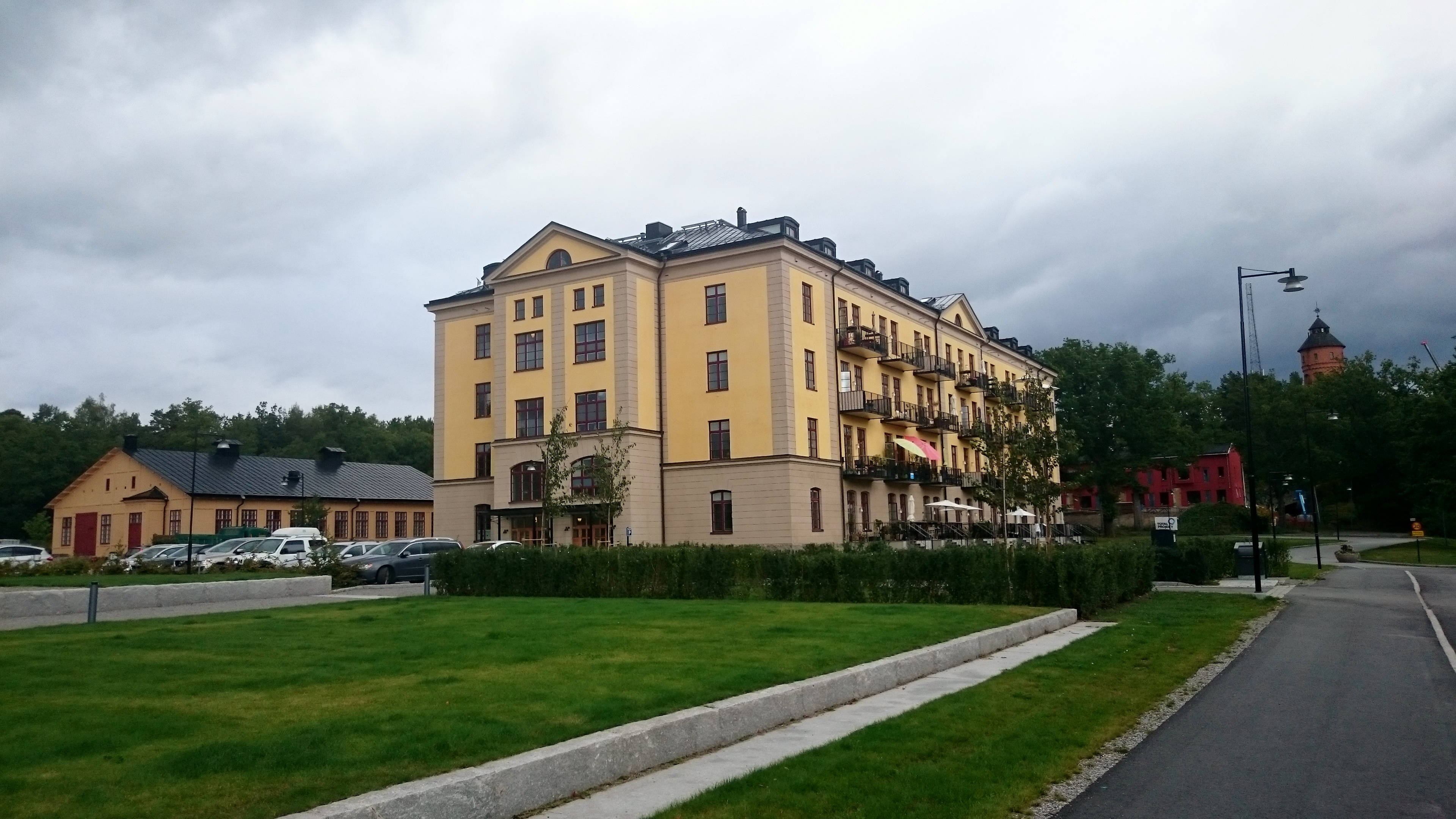
Kasern vid regementes före detta kasernområde på Rindö.
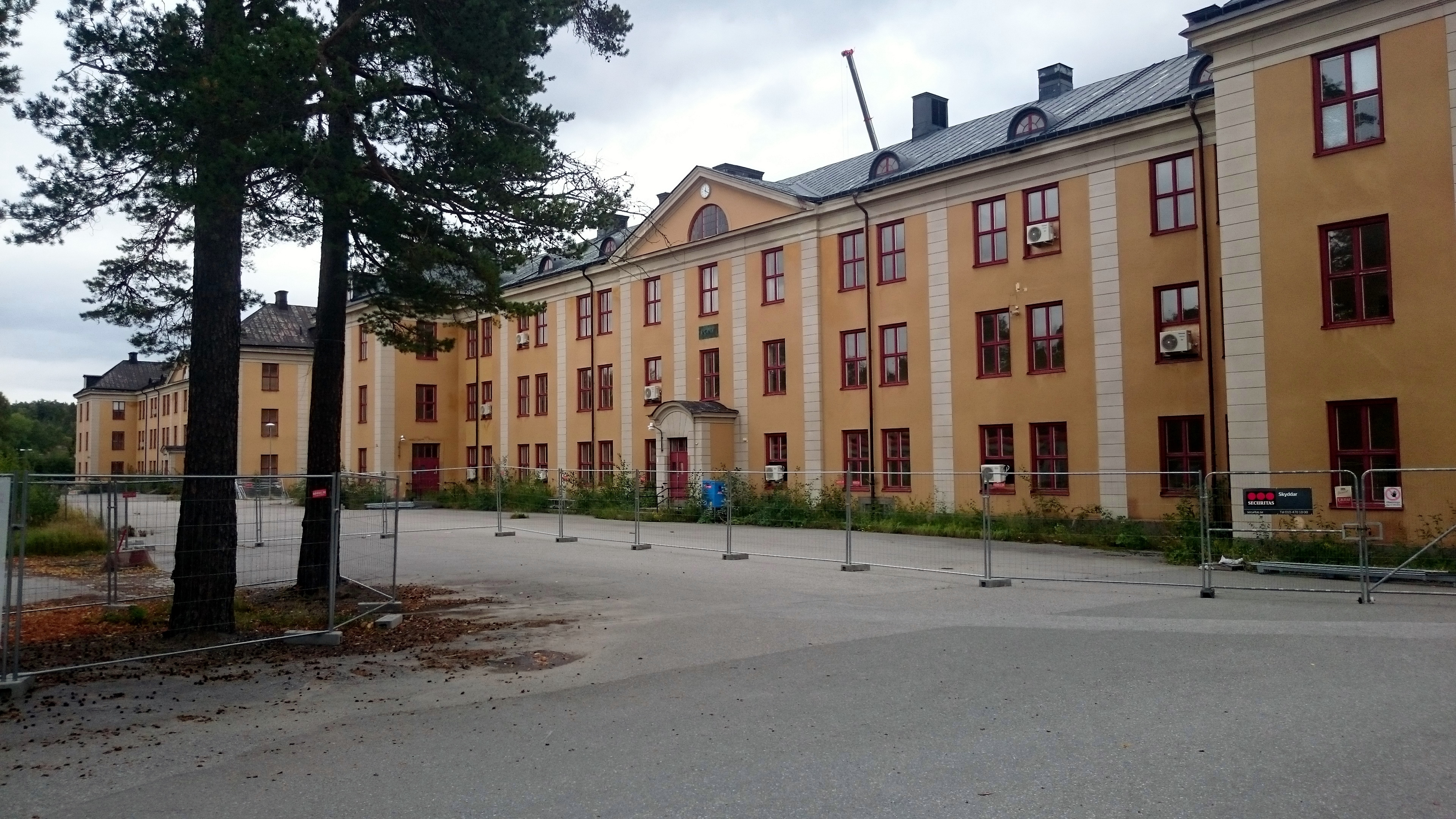
Regementes ursprungliga kaserner på Rindö.
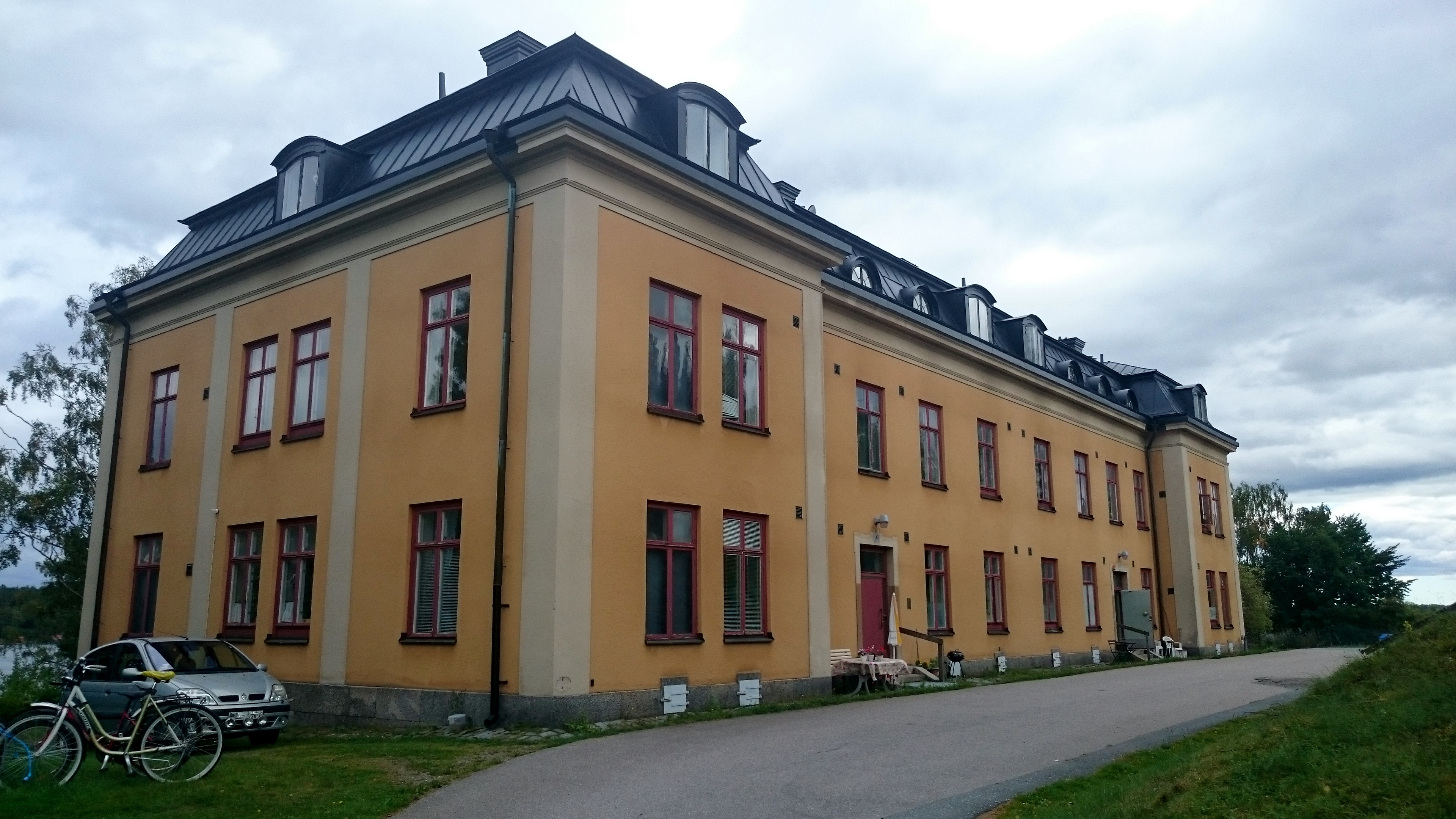
Befälsbostäder vid regementes före detta kasernområde på Rindö.
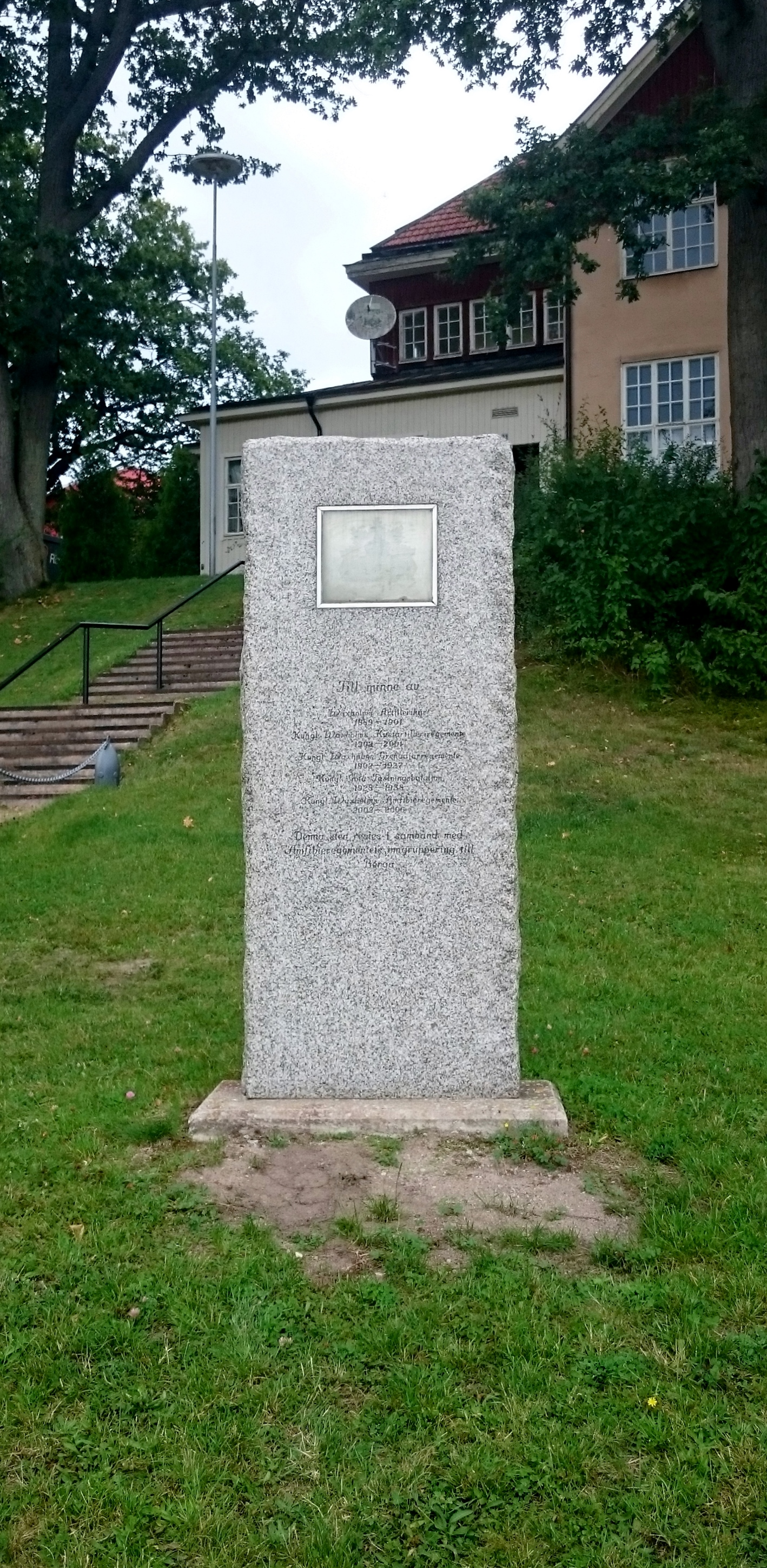
Minnessten över regementets tid på Rindö.
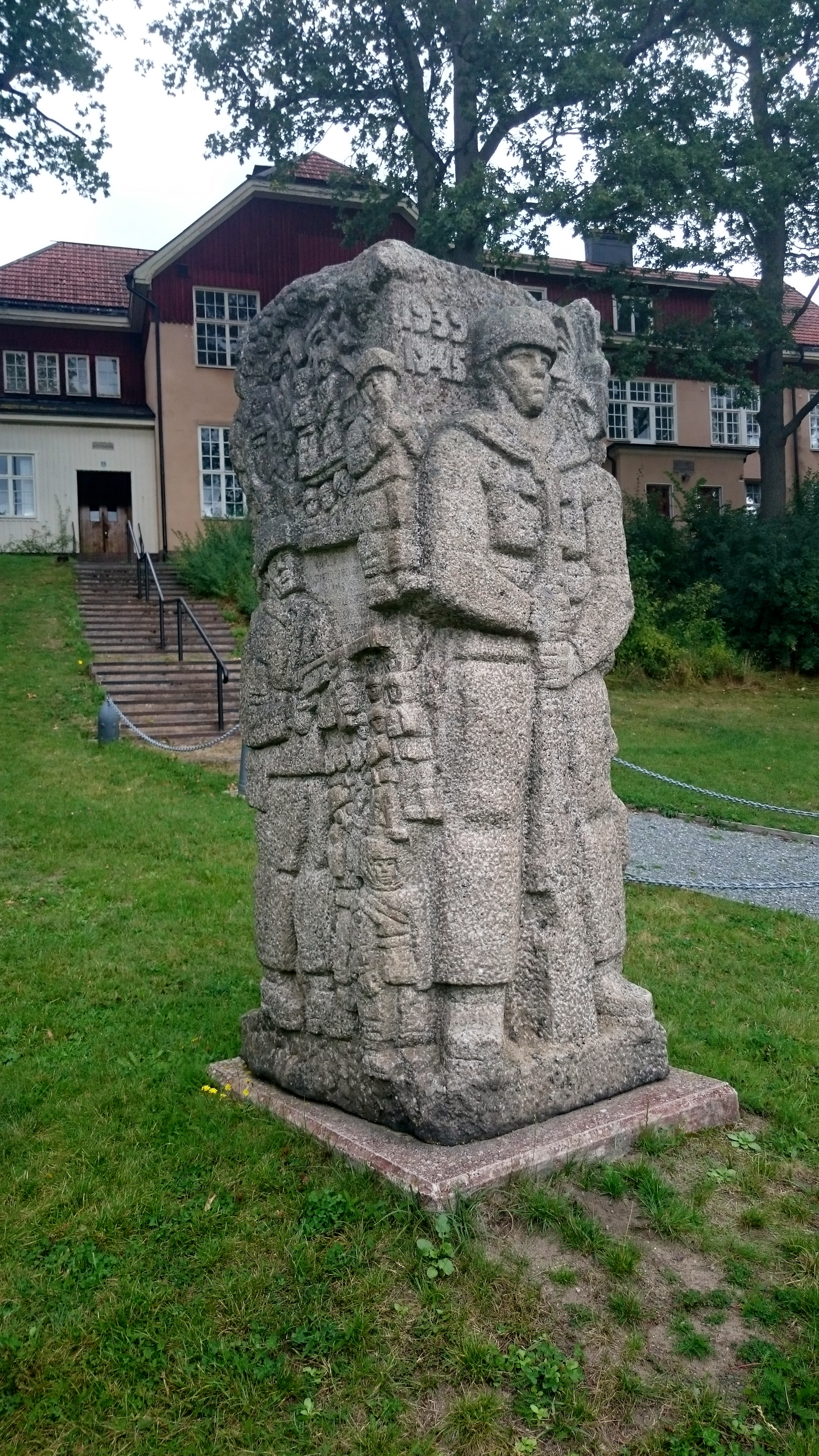
Minnessten över regementets beredskapstid 1939–1945.
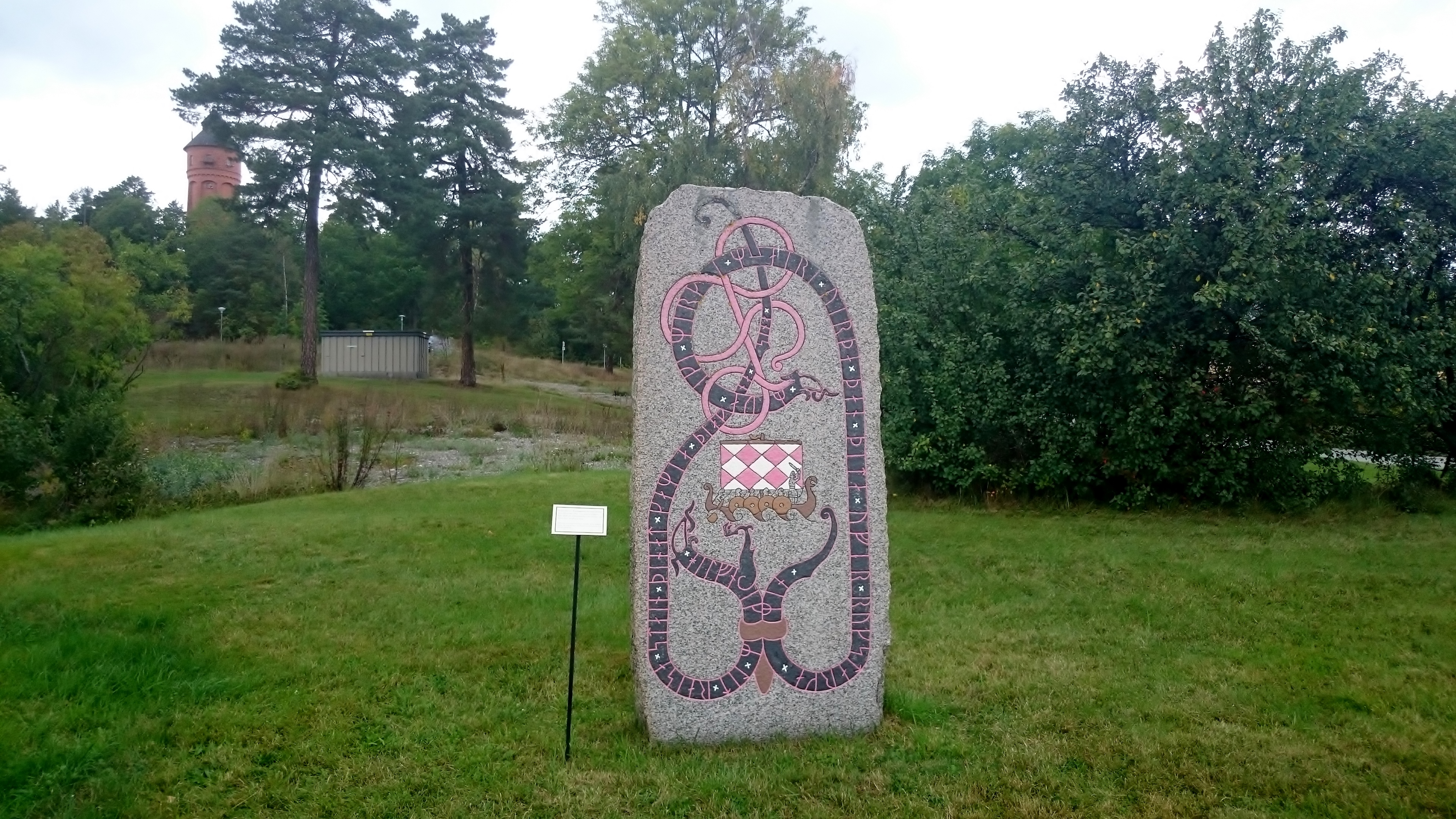
Minnessten över kustartilleriets 100-årsjubileum.